# اورس فویلر
اورس فویلر (انگلیسی: Urs Freuler؛ زادهٔ ۶ نوامبر ۱۹۵۸) دوچرخه‌سوار اهل سوئیس است.